# Hesperolpiidae
Famille
Synonymes
- Hesperolpiini Hoff, 1964
- Hesperolpiinae Hoff, 1964

Les Hesperolpiidae sont une famille de pseudoscorpions.
Elle comporte près de 70 espèces dans onze genres.

## Distribution
Les espèces de cette famille se rencontrent en Amérique, en Afrique, en Asie et en Europe du Sud.

## Liste des genres
Selon Pseudoscorpions of the World (version 3.0) :
- Aphelolpium Hoff, 1964
- Apolpium Chamberlin, 1930
- Calocheirus Chamberlin, 1930
- Cardiolpium Mahnert, 1986
- Ectactolpium Beier, 1947
- Hesperolpium Chamberlin, 1930
- Nanolpium Beier, 1947
- Planctolpium Hoff, 1964
- Progarypus Beier, 1931
- Stenolpiodes Beier, 1959
- Stenolpium Beier, 1955

La sous-famille des Hesperolpiinae, l'ancienne tribu des Hesperolpiini, a été élevée au rang de famille par Benavides, Cosgrove, Harvey et Giribet en 2019.

## Publication originale
- Hoff, 1964 : The pseudoscorpions of Jamaica. Part 3. The suborder Diplosphyronida. Bulletin of the Institute of Jamaica, Science Series, vol. 10, no 3, p. 1-47.